# Атлетика на Летњим олимпијским играма 1904 — бацање кладива за мушкарце
Такмичење у бацању кладива за мушкарце, на Олимпијским играма 1904. у Сент Луису било је други пут на програму игра. Одржано је 29. августа на стадиону Франсис филд. За такмичење се пријавило 6 такмичара и сви су били из Сједињених Америчких Држава.

## Рекорди пре почетка такмичења
28. август 1904.
| Најбољи резултат на свету | 51,71 * | Џон Фланаган | САД | Њујорк, САД      | 31. јул 1904. |
| Олимпијски рекорд         | 51,01   | Џон Фланаган | САД | Париз, Француска | 16. јул 1900. |

- = незванично

## Нови рекорди после завршетка такмичења
| Олимпијски рекорд | 51,23 | Џон Фланаган | САД | Сент Луис, САД | 29. август 1904. |

## Освајачи медаља
|                  |               |               |
| Џон Фланаган САД | Џон Двајт САД | Ралф Роуз САД |

## Резултати
| Место | Такмичар          | Резултат  |
| ----- | ----------------- | --------- |
|       | Џон Фланаган САД  | 51,23 ОР  |
|       | Џон Двајт САД     | 50,26     |
|       | Ралф Роуз САД     | 45,73     |
| 4     | Чарлс Чедвик САД  | 42,78     |
| 5     | Џејмс Мичел САД   | Непознато |
| 6     | Алберт Џонсон САД | Непознато |